# Ramón Rubial
Ramón Rubial Cavia (ur. 28 października 1906 w Erandio, zm. 24 maja 1999 w Bilbao) – baskijski polityk socjalistyczny, wieloletni senator.

## Życiorys
Urodził się w rodzinie José i Leonor. Jego ojciec przybył do Kraju Basków w 1880 roku z Bierzo w Kastylii i León. Na początku XX wieku działał w organizacji o nazwie Juventudes Socialistas de Bilbao. Matka natomiast pochodziła z Santander w Kantabrii. Rubial w młodości pracował jako ślusarz w zakładach Babio e Iribarren. W wieku 16 lat dołączył do środowisk socjalistycznych, a rok później rozpoczął naukę w szkole wyższej w Bilbao. W 1923 roku wziął udział w protestach przeciwko dyktaturze Miguela Primo de Rivery. Walczył po stronie republikańskiej w wojnie domowej w latach 1936–1937. 1 listopada 1937 został pojmany i uwięziony na wiele lat. Najdłużej przebywał w kolonii karnej El Dueso – przez 11 lat. Pracował w niej jako tokarz i prowadził działalność konspiracyjną. Na wolność wyszedł 23 sierpnia 1956. W późniejszych latach pracował jako tokarz w zakładzie należącym do przyjaciela. Pod koniec lat 50. rozpoczął działalność w socjalistycznym podziemiu. W latach 1958–1972 działał pod pseudonimem Pablo. W 1976 roku został liderem Hiszpańskiej Socjalistycznej Partii Robotniczej (PSOE). Od 1977 roku aż do swojej śmierci zasiadał w Senacie. W latach 1978–1979 stał na czele Baskijskiej Rady Generalnej, sprawując tym samym funkcję tzw. lehendakari.